# Banksia sphaerocarpa
Banksia sphaerocarpa är en tvåhjärtbladig växtart som beskrevs av Robert Brown. Banksia sphaerocarpa ingår i släktet Banksia och familjen Proteaceae.

## Underarter
Arten delas in i följande underarter:
- B. s. caesia
- B. s. pumilio